# 김백만
김백만(金伯萬, 1982년 10월 12일 ~ )은 전 KBO 리그 한화 이글스의 투수이다.
부산고등학교 시절에 투수로 추신수와 함께하며 라이벌 구도를 형성하였고, 덕수고등학교의 류제국을 상대로 완투승을 올리기도 했다. 2001년 한화 이글스의 2차 1순위 지명을 받아 계약금 2억 원의 조건으로 입단했으나, 프로에서는 빛을 보지 못했다. 상무에서 병역을 마치고 재기를 노렸지만 부상으로 2009년을 마지막으로 방출됐다.
은퇴 후 모교인 부산고등학교에서 투수코치로 활동하였고, 2021년까지 부산정보고등학교의 감독으로 재직하였다가  현재 포항제철고등학교에서 투수코치를 맡고있다.

## 출신 학교
- 부산 양정초등학교
- 부산개성중학교
- 부산고등학교
- 동명대학교

### 2008년
6월 19일 대구 삼성전에서 선발 투수로 등판하였다.

## 참조
1. ↑  한국야구위원회, 2009 가이드북
2. ↑  부산고의 두 축, 추신수와 김백만 - 엑스포츠뉴스
3. ↑  김백만, 우여곡절 끝 시즌 두 번째 선발등판[깨진 링크(과거 내용 찾기)] 《일간스포츠》, 2008년 7월 19일 작성